# Wallichia
Wallichia là một chi có bảy loài thực vật có hoa thuộc họ Arecaceae (cau, cọ). Chi phân bổ ở miền đông Himalaya và phía nam Trung Quốc.

## Hình ảnh

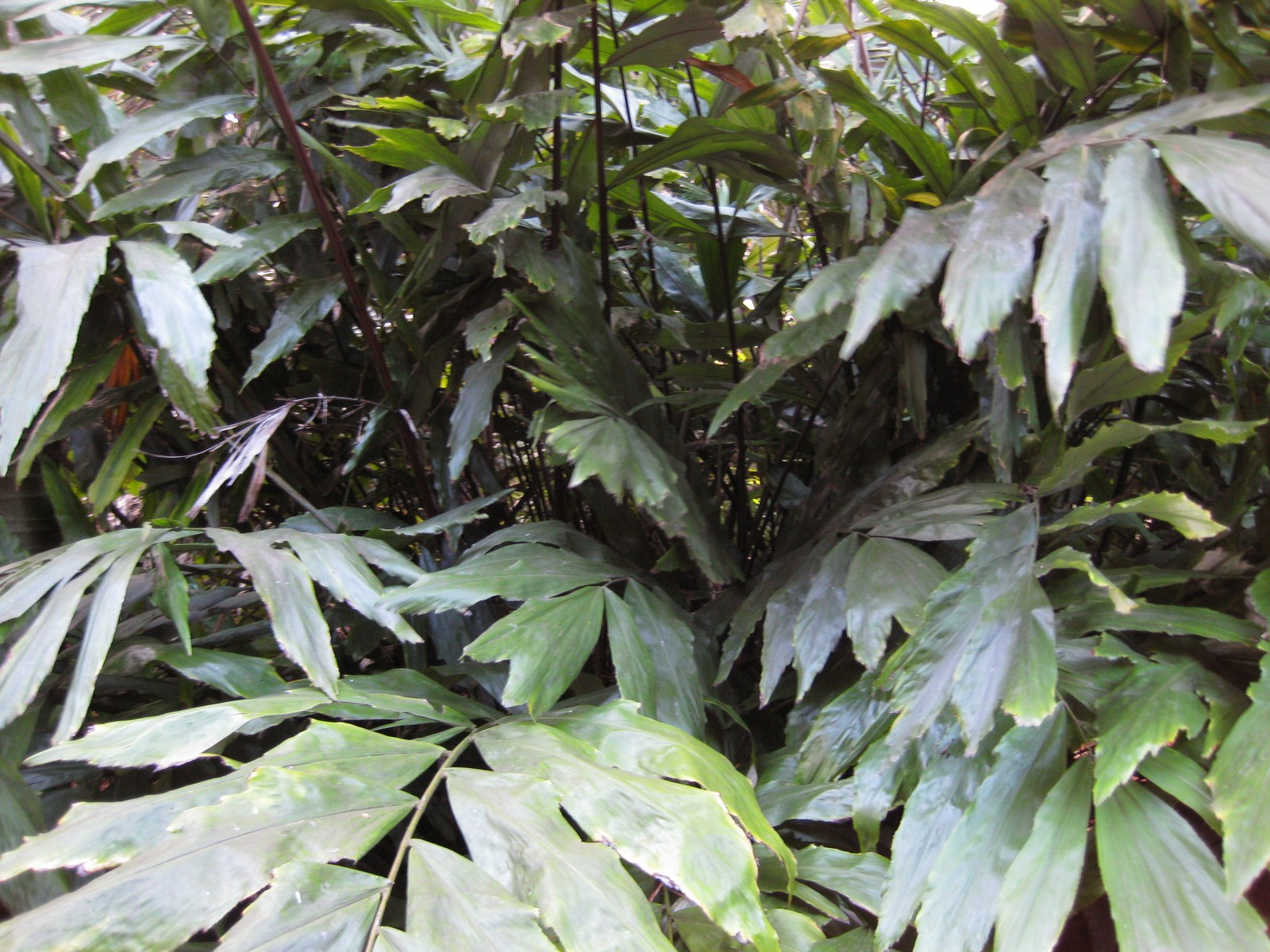

## Các loài
Chi này có các loài sau:
- Wallichia caryotoides
- Wallichia caudata
- Wallichia chinensis
- Wallichia densiflora
- Wallichia disticha
- Wallichia excelsa
- Wallichia gracilis
- Wallichia lidiae
- Wallichia marianneae
- Wallichia nana
- Wallichia oblongifolia
- Wallichia triandra